# Кастель-Гандольфо
Кастель-Гандольфо (итал. Castel Gandolfo) — итальянский город в метропольном городе Рим в районе Кастелли Романи в области Лацио. Город расположен на Альбанских холмах над озером Альбано приблизительно в 24 километрах к юго-востоку от Рима. 
Население коммуны составляет 8955 человек. Своей известностью он обязан летней резиденции Папы Римского.
Покровителем города почитается святой Себастьян, празднование 20 января.

## История
Территория современного Кастель-Гандольфо заселена с XVI века до н. э., причём современный город частично расположен на территории древней Альба-Лонги, столицы Латинской Лиги. Считается, что город был основан Асканием и разрушен римлянами.
Ещё с конца республиканского периода знатные римские семьи начинают использовать это место для постройки летних резиденций. Самой известной из них стала вилла императора Домициана. Впоследствии на вилле жил император Адриан (117—138), в то время как строилась его собственная вилла рядом c Тиволи; некоторое время тут провёл Марк Аврелий (161—180) во время восстания 175 года н. э., а Септимий Север (193—211) разбил южнее виллы лагерь для II Парфянского легиона. Император Константин отдал земли, прогнав легионеров, базилике Св. Иоанна Крестителя (ныне на её месте находится собор в Альбано)

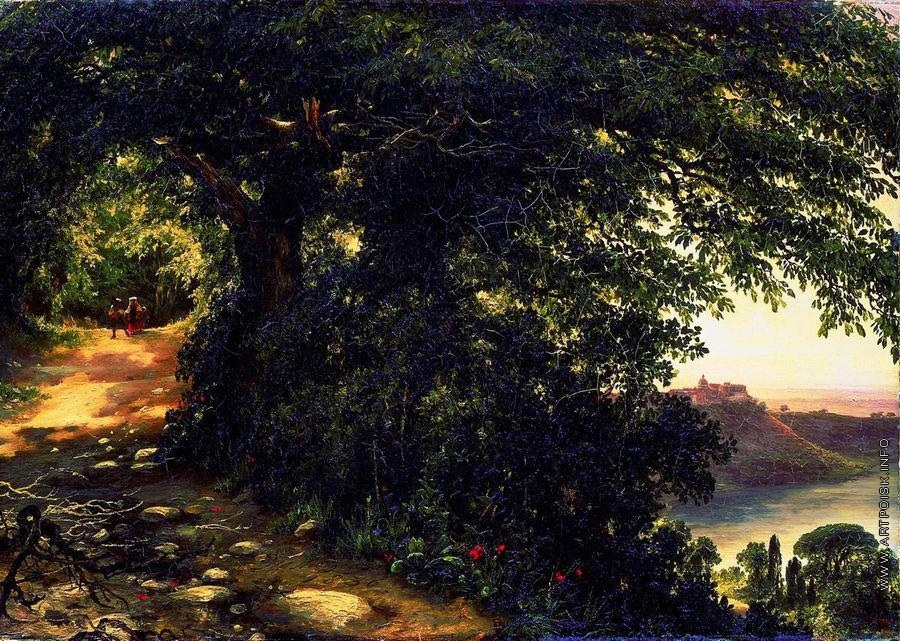
М. И. Лебедев, «Вид Кастель-Гандольфо близ Рима»
(1835—1836)

Предположительно, название происходит от замка семьи генуэзского происхождения Гандольфи (от Святого Гандольфа), построенного около 1200 года. По другой версии, Гандольфо — это имя одного из членов семьи Савелли, которые владели замком с 1221 года в течение трёх столетий. Они не смогли погасить долг в размере 150 тысяч скуди, и Апостольская Палата забрала земли в счёт долга в 1596 году. Папа римский Климент VIII был первым римским папой, обосновавшийся в Кастель-Гандольфо, но восстановление старого замка было проектом Урбана VIII, впервые посетившего место в 1626 году.

## Главные достопримечательности
- Летняя резиденция папы римского (итал. Residenza Papale) — построена в XVII веке. Заказал строительство архитектору Карло Мадерна римский папа Урбан VIII Барберини. С 1870 года некоторое время папский дворец оставался пустым в связи с тем, что папы не покидали территорию Ватикана. В 1929 году были подписаны Латеранские соглашения с Италией, и папы вновь стали использовать резиденцию. Со времени подписания соглашения Папский дворец и смежная вилла Барберини, которая была добавлена к комплексу Пием XI, обладают экстерриториальными правами. Небольшая площадь непосредственно перед резиденцией была переименована в Пьяцца делла Либерта («Площадь свободы»). Папы римские Пий XII (1958) и Павел VI (1978) умерли в Кастель-Гандольфо. Впервые для публики резиденция была открыта после Итальянского объединения 1870 года. С 1929 года она была закрыта и вновь стала доступна для посещения в 2016 году по пожеланию папы римского Франциска[2].
- При Иоанне Павле II в резиденции проходили официальные мероприятия, в частности Чрезвычайный и полномочный посол Юрий Евгеньевич Карлов в своих воспоминаниях писал о том, что именно здесь папа принимал советскую делегацию в августе 1989 года и российскую летом 1993 года[3].
- Сады папского дворца, восстановленного на руинах бывшего замка, частично расположены на территории летней виллы императора Домициана, «Albanum Domitiani», которая занимала 14 км² (5,4 квадратных мили). Она была построена известным архитектором Рабирием[англ.]. Во внутреннем дворе дворца — римский бюст, изображающий циклопа Полифема, из чьей пещеры убежал Одиссей; он был найден в нимфее садов Императорской виллы.

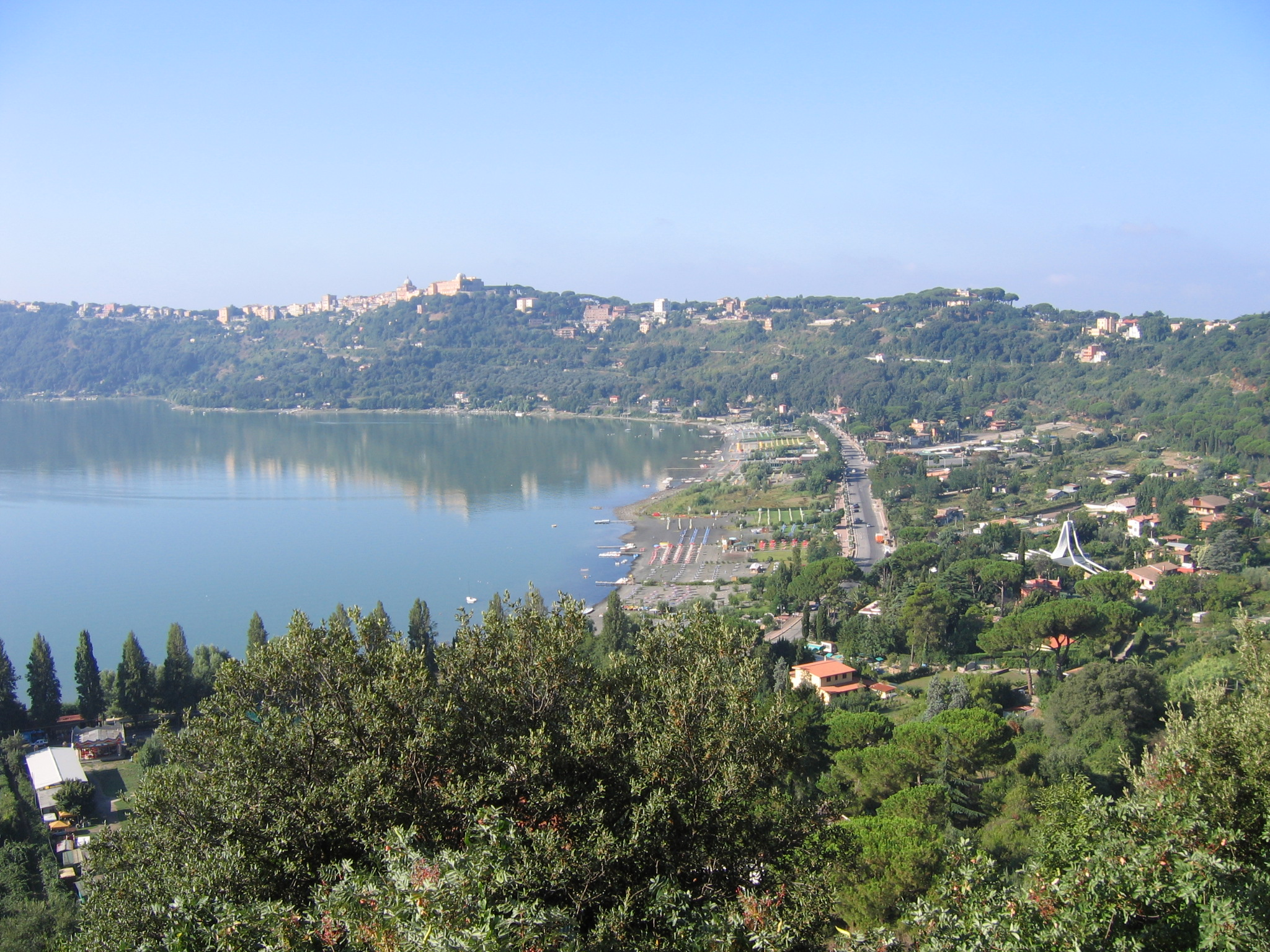
Кастель-Гандольфо и озеро Альбано

- Приходская церковь, посвящённая Святому Фоме из Вильянуэва, была построена Бернини (1658—1661) по заказу папы римского Александра VII Киджи. Квадратная конструкция храма в плане представляет собой симметричный греческий крест, здесь находится известное полотно Пьетро да Кортона, изображающее Распятие на кресте Христа.
- Два телескопа Ватиканской обсерватории, которые были перемещены из Рима в Кастель-Гандольфо в 1930-е годы, все ещё использовались до 1980-х годов. Штаб Ватиканской обсерватории все ещё располагается в Кастель-Гандольфо.

## Папа Римский
Здесь жили многие понтифики Католической церкви, в том числе папа Бенедикт XVI после своего отречения до момента избрания нового понтифика.

## Галерея

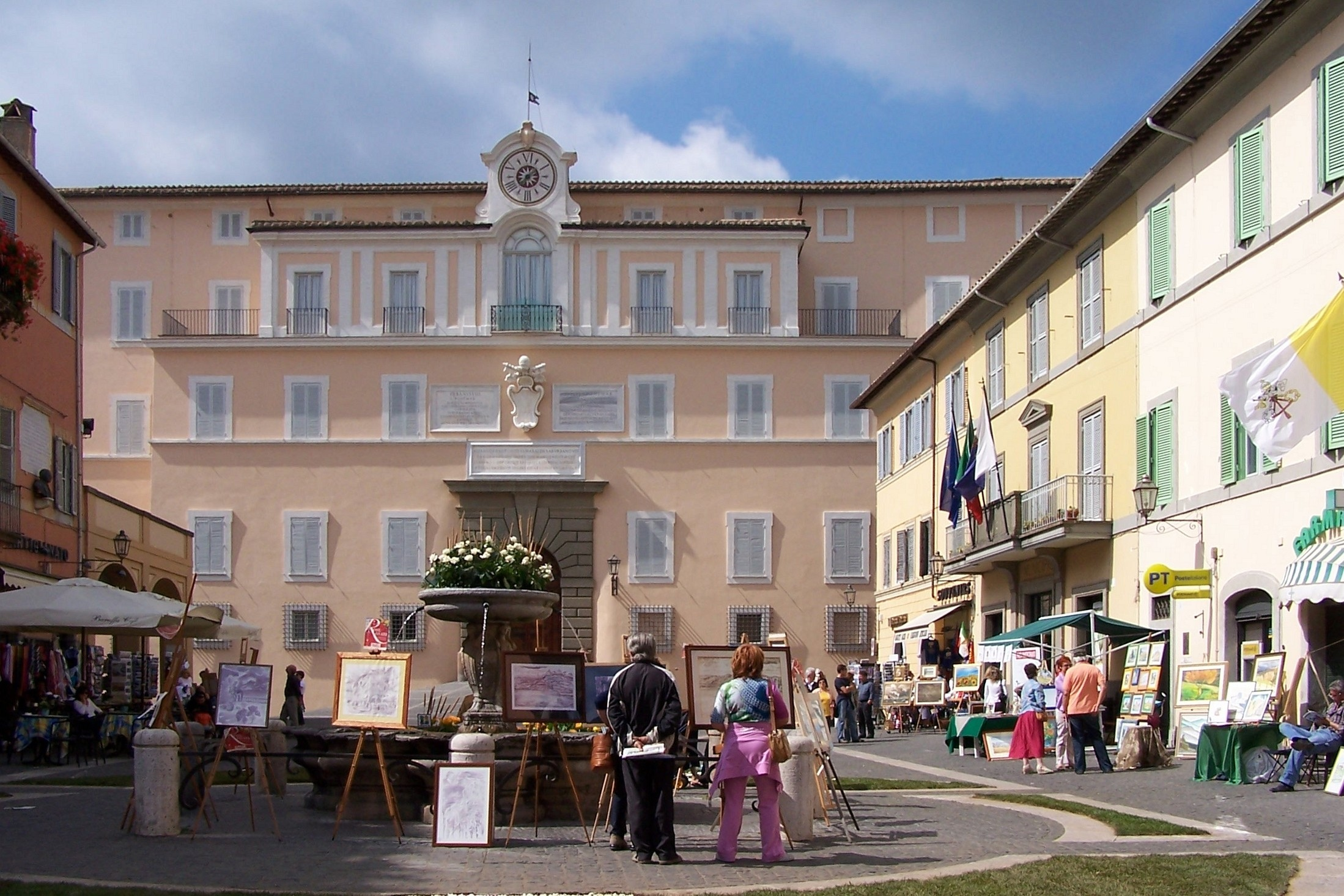
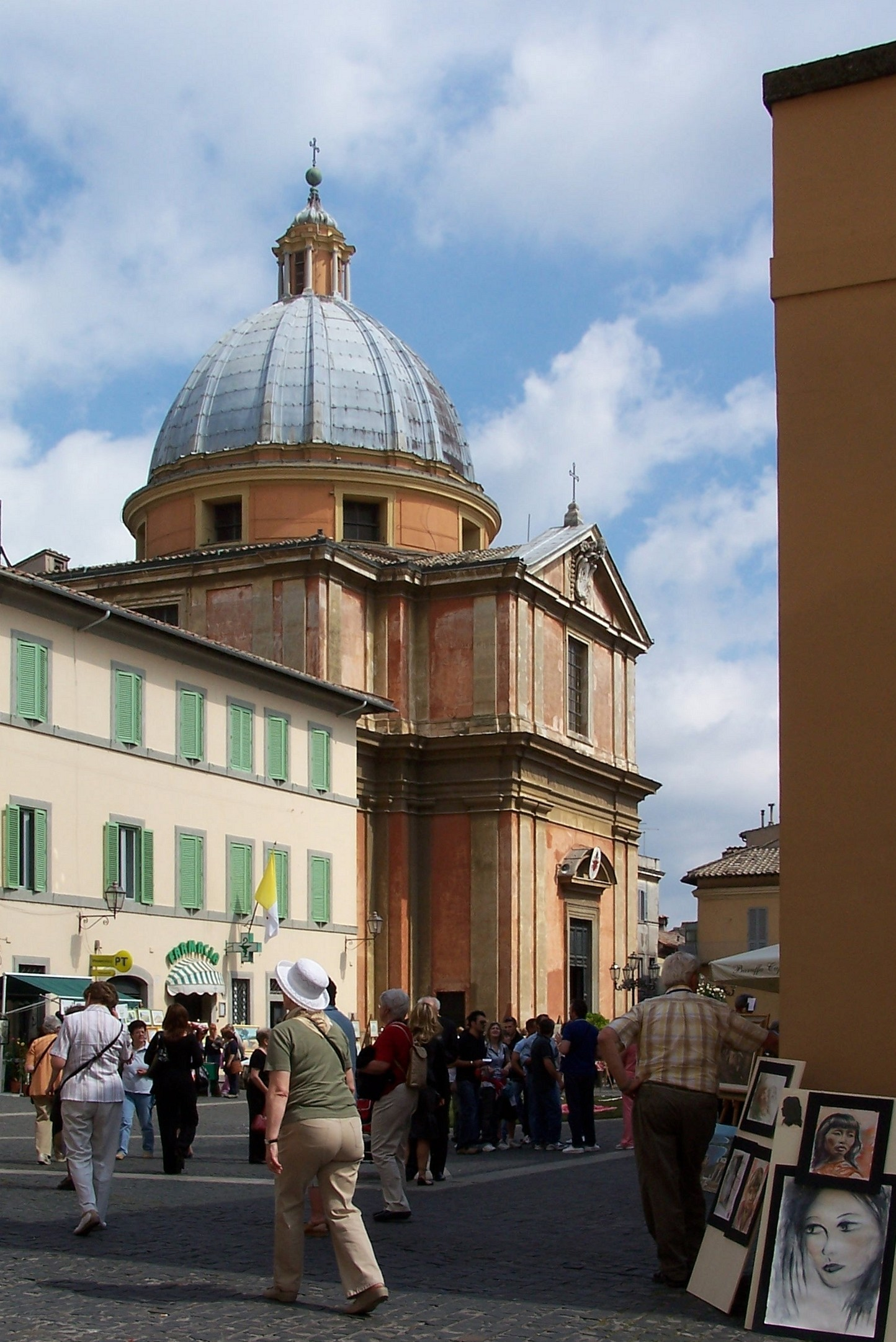
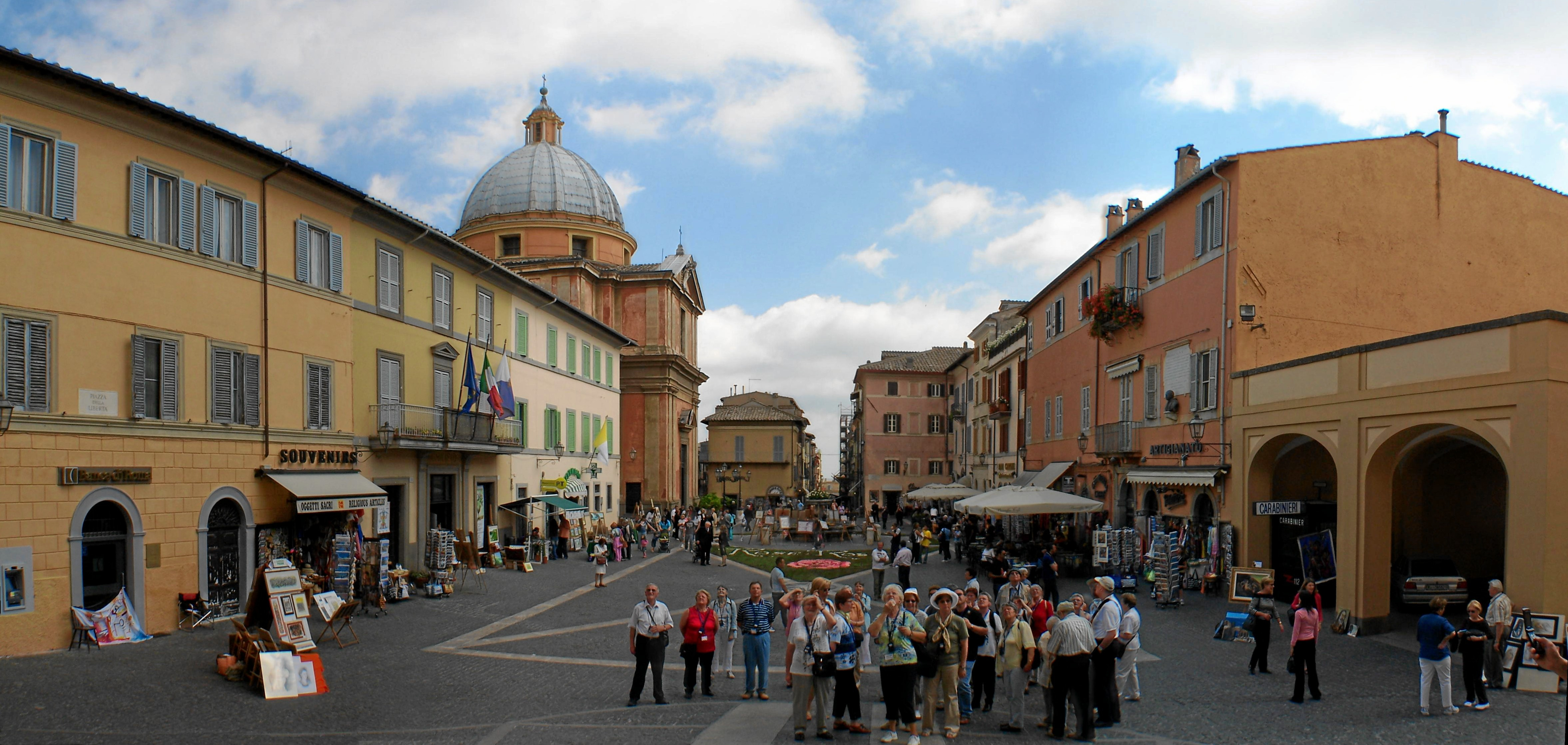
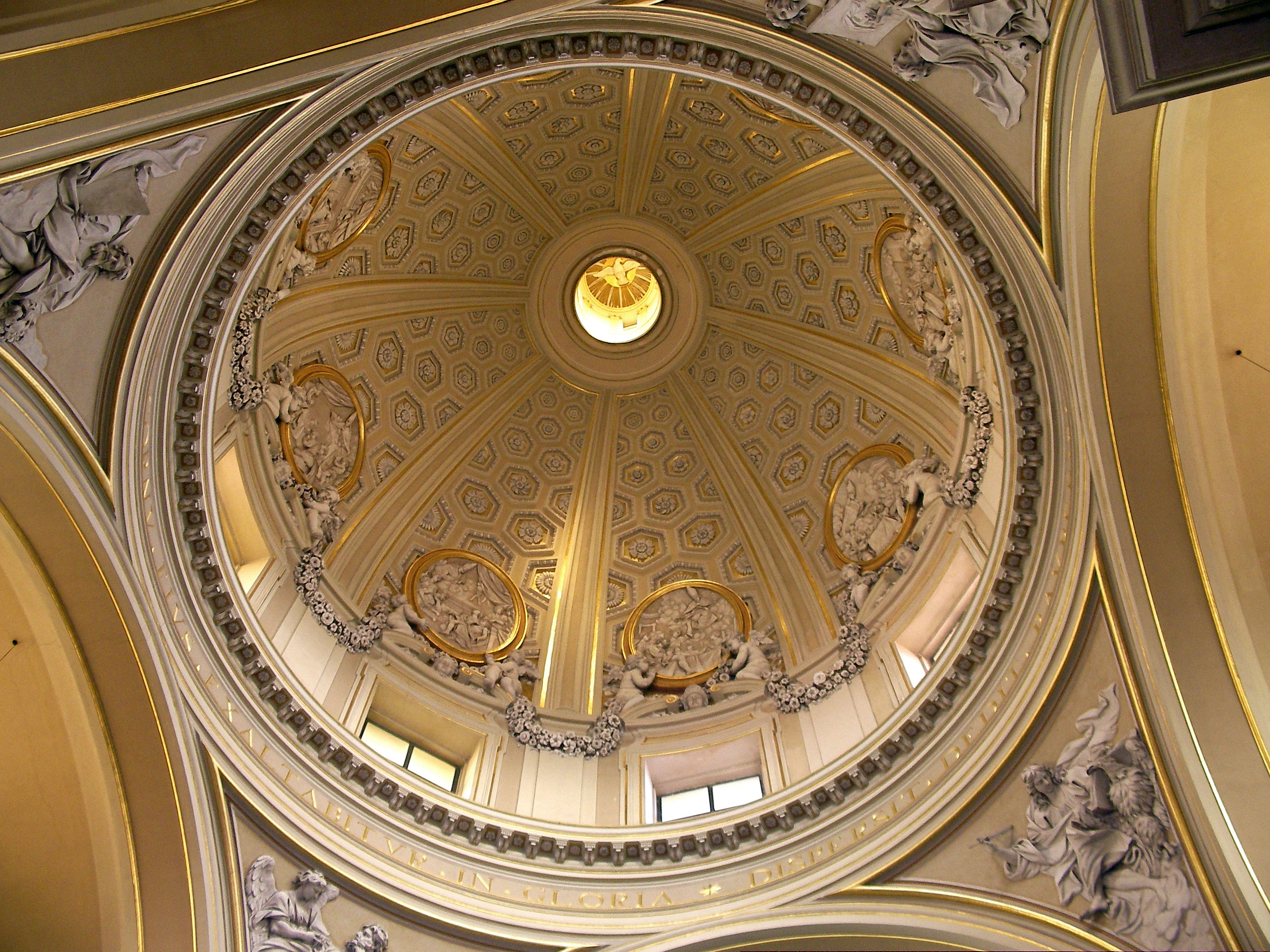